# Geminiderna

Geminid-meteor 9 dec 2012.

Geminiderna är en mycket aktiv meteorsvärm i december varje år som har sitt maximum runt 12–14 december (aktiv period: 7-17 december), främst under natten till den 14e.
Den är troligen förorsakad av asteroiden 3200 Phaethon som har samma heliocentriska bana.
Det gör geminiderna till den enda meteorsvärmen som inte är förorsakad av en komet.
Svärmen blev först observerad för 150 år sedan.
Man har observerat 120-160 meteorer i timmen under optimala förhållanden men det normala är 10 till 80 stjärnfall per timme.

## Radiant
Meteorerna i denna svärm verkar komma från stjärnbilden Tvillingarna, därav namnet (Gemini = tvillingar på latin). Dock kan de visa sig nästan var som helst på natthimlen. Dessa hastigt "fallande stjärnor" behöver dock inte se ut att komma uppifrån och falla neråt. På grund av tvillingarnas relativt låga position på himlen kan stjärnfallen även se ut att bryta mot naturlagarna och "falla" uppåt. Men de ser alla ut att komma från stjärnbilden Tvillingarna.
Geminiderna anses av många vara den mest konsekventa och aktiva av de årliga meteorsvärmarna.

## Meteorid blir meteor som kanske blir meteorit
Innan meteorerna syns som stjärnfall på natthimlen färdas de i den mörka rymden under, oftast, miljarder år som sandkorn eller små stenar som kallas meteorider (eller meteoroider). När jorden sedan passerar genom rymdgrusets bana fångas en del av materialet upp av jordens dragningskraft. Meteorerna från svärmen upplöses på en höjd av ca 38 kilometer.
När de kommer in i atmosfären på ca 100 km höjd börjar de hettas upp och lyser med ett kraftfullt sken under bråkdelen av en sekund och ser för oss ut som snabba ljusstreck över stjärnhimlen. Meteorerna färdas i en relativ långsam hastighet i förhållande till andra svärmar, ca 35 kilometer per sekund, vilket gör dem ganska lätta att upptäcka.
Större stenblock kan brinna längre och kraftigare (upp till flera sekunder) och syns då som stora ljusklot som kallas bolider. Några kan till och med nå jorden och kallas då meteoriter. Kilopriset på en meteorit är i dagsläget (dec. 2012) högre än guld.